# Alla corte di Ruth - RBG
Alla corte di Ruth - RBG (RBG) è un documentario del 2018 diretto da Julie Cohen e Betsy West candidato al premio Oscar al miglior documentario.

## Trama
RBG racconta la carriera del giudice della Corte Suprema degli Stati Uniti Ruth Bader Ginsburg. Le vicende narrate abbracciano diversi decenni della attività da giudice della Ginsburg e raccontano di come sia diventata un'icona della cultura pop. Il film è una descrizione biografica di Ginsburg dalla sua nascita a Brooklyn, New York, la sua istruzione universitaria e la successiva carriera come professoressa di legge, la sua nomina alla magistratura federale da parte del presidente Jimmy Carter e la nomina alla Corte Suprema da parte del presidente Bill Clinton.